# Зголл, Бернхард
Бернхард Зголл (пол. Bernard Zgoll, 25 июня 1927, Хожув, Польша — сентябрь 2002) — польский и немецкий футбольный тренер.

## Биография
В 21 год возглавил команду «Шомберки» и стал самым молодым тренером в истории польской Экстраклассы. В 1958 году польский военный суд приговорил тренера к десяти годам тюрьмы за сотрудничество с американской разведкой.
В 1970 году переехал Германию. В 1978 году работал в Филиппинах, где он занимался созданием восьми центров для юных футболистов. В разные годы возглавлял сборные Кении, Филиппин и Доминиканской Республики.
В 1983 году являлся техническим консультантом в Футбольной ассоциации Кореи.
Был другом известного немецкого тренера Руди Гутендорфа.